# Schaefferia deharvengi
Schaefferia deharvengi is een springstaartensoort uit de familie van de Hypogastruridae. De wetenschappelijke naam van de soort is voor het eerst geldig gepubliceerd in 1990 door Jordana & Arbea.